# Арапске земље Персијског залива
Арапске земље Персијског залива (познате и под скраћеницом Заливске земље) групни је назив за шест арапских земаља које се налазе на Арабијском полуострву уз обалу Персијског залива: Саудијску Арабију, Оман, Кувајт, Бахреин, Катар и УАЕ.
Велик део ових земаља налази се на подручју суве и вруће климе. Кише има углавном у граничном подручју Саудијске Арабије и Јемена, а ниских зимских температура на северу полуострва. Како готово половину полуострва чини пустиња, највећи део земљишта је ненасељен, али има велика налазишта нафте, па је већина ових земаља богата.
- Саудијска Арабија — највећа од држава земаља Залива. Основао ју је Ибн Сауд 1922. године, а њена територија чини 95% пустиње. Због великих налазишта нафте откривених 1938. године израсла је у богату земљу.

- Оман — је султанат на обали Оманског залива којег највећим делом чини пустиња.

- Бахреин — најлибералнија заливска земља смештена на 3 насељена острва и 30 мањих острва. У овој муслиманској земљи жене не морају да носе фереџу и имају једнаке могућности образовања и запошљавања као и мушкарци.

- Катар — држава смештена на малом полуострву у Персијском заливу. Богат је природним гасом и нафтом, а готово 90% становништва живи у главном граду Дохи.

- УАЕ - федерација седам малих земаља (Дубаи, Фуџајира, Ум ал Каиван, Шарџа, Рас ал Хајмаг, Абу Даби и Ајман) уједињених због међународних послова и продаје нафте. Један је од водећих извозника нафте и природног гаса који земљу напуштају преко највеће вештачке луке на свету - Мина Џабал Али.

- Кувајт — мала држава на северу Персијског залива у којој се налази 10% светских залиха нафте. 80% прихода остварује од продаје нафте, а ти приходи обезбеђују бесплатно школовање од вртића до универзитета. У Кувајту се не плаћа порез и бесплатне су социјалне и здравствене услуге.